# Hannoversche Opernschule
Die Hannoversche Opernschule war eine musikalische Schulungseinrichtung mit dem Schwerpunkt Oper. Die 1888 gegründete Bildungseinrichtung wurde gegen Ende des 19. Jahrhunderts von dem Kapellmeister Albrecht Krüger geleitet. Standort des Instituts war seinerzeit der Engelbostelerdamm unter der damaligen Hausnummer 16B in der Nordstadt von Hannover. Später übernahm der Musiklehrer, Kritiker und Komponist Otto Leonhardt als Direktor die Leitung der Opernschule.
Der Solorepetitor am Opernhaus Hannover, Gerhard Berkowitz, unterrichtete ab 1924 regelmäßig als Dozent an der Hannoverschen Opernschule. Aus jüdischer Familie stammend, wurden er und seine gesamte Familie in den 1940er Jahren im Zuge des Holocaust ermordet.
Der Opernsänger Willy Wissiak löste nach der Machtergreifung durch die Zeit des Nationalsozialismus die mit seinem Namenskürzel ergänzte Hannoversche Opernschule W. Wissiak im Jahr 1935 auf.